# Cercs
Cercs est une commune d'Espagne de la communauté de Catalogne en Espagne, située dans la Province de Barcelone. Elle appartient à la comarque de Berguedà.

## Lieux et monuments

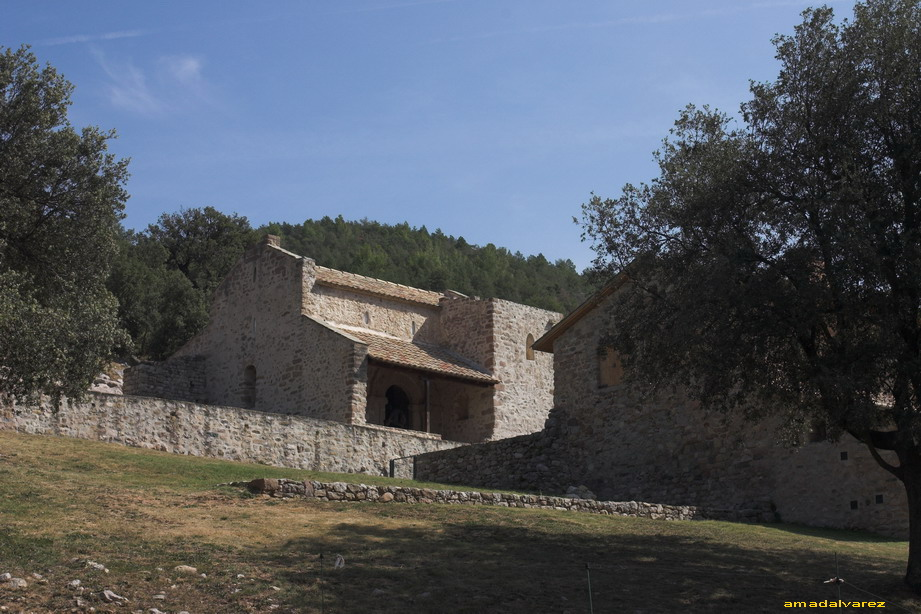
Vue extérieure
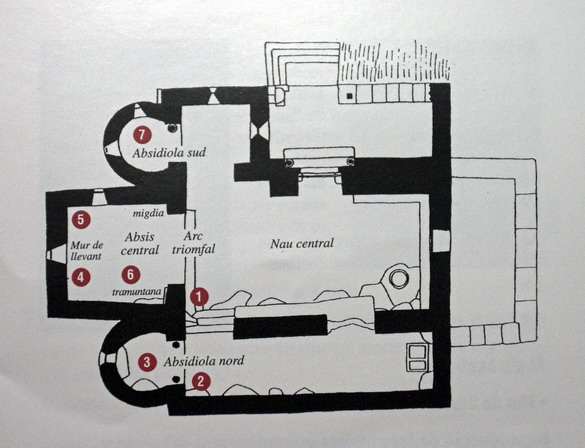
Plan

- Sant Quirze de Pedret, église pré-romane, d'une seule nef, avec une abside trapézoïdale, du IXe siècle
- Monastère Saint-Sauveur de la Vedella